# December 2006
| december 2006 |
| - Državni zbor je na predlog vlade razrešil ministra za delo, družino in socialne zadeve Janeza Drobniča. (RTVSLO) - Geodetska uprava je začela popisovati nepremičnine. (RTVSLO) - Znanstvenikom je uspelo razvozlati, kako deluje mehanizem z Antikitere za napovedovanje lege planetov, Sonca in Lune. (RTVSLO) - Hugo Chávez je ponovno izvoljen kot predsednik Venezuele. - V Londonu je s hitrostjo 220 km/h divjal manjši tornado, ranjenih je bilo šest ljudi. (RTVSLO) - Iz vesoljskega središča Cape Canaveral na Floridi so proti Mednarodni vesoljski postaji izstrelili raketoplan Discovery s sedem člansko posadko. Christer Fuglesang je prvi Šved, ki je poletel v vesolje. V posadki je tudi Sunita Williams, ki je po materi Slovenka. (VESOLJE.NET) - V Santiagu je umrl nekdanji čilski diktator Augusto Pinochet. (BBC) - Peter Mankoč je na evropskem prvenstvu v plavanju v kratkih bazenih v Helsinkih že sedmič zapovrstjo osvojil naslov evropskega prvaka v disciplini 100 m mešano. (RTVSLO) - Slovenski deskar na snegu Rok Flander je prvič zmagal v svetovnem pokalu na paralelnem veleslalomu v Kronplatzu. (RTVSLO) - Agencija za pošto in elektronske komunikacije (APEK) je Mobitel prijavila varuhu konkurence. (Dnevnik) - Raziskovalna odprava je sporočila, da je kitajski rečni delfin najverjetneje izumrl, kar je posledica vplivov človeka. (Globe & Mail) - Nicholasa Omana je sodišče v Melbournu zaradi pedofilije obsodilo na šest let zapora. (RTV) - Zaradi odpovedi srca je umrl dolgoletni predsednik Turkmenije Saparmurat Nijazov – Turkmenbaši. (Delo) - V Ljubljani so otovorili prenovljene prostore Knjižnice Otona Župančiča. (SIOL) - Umrl je »boter soula«, ameriški pevec James Brown. (CNN) Arhivirano 2007-01-21 na Wayback Machine. - V Španiji so odkrili okostje največjega dinozavra v Evropi, ki so ga poimenovali Turiasaurus riodevensis. (RTVSLO) - Umrl je nekdanji ameriški predsednik Gerald Ford (CNN) - Začela je delovati vzpenjača na Ljubljanski grad. (RTVSLO) - Na neznani lokaciji v Bagdadu so usmrtili nekdanjega iraškega diktatorja Sadama Huseina. (RTV SLO), video pred usmrtitvijo (CNN) - Umrla je Liese Prokop, dobitnica srebrne medalje v atletskem peteroboju na poletnih olimpijskih igrah leta 1968 v Mexicu in aktualna avstrijska notranja ministrica (CNN) Arhivirano 2007-01-28 na Wayback Machine. |